# Виная (будизъм)
 Тази статия е за будисткото понятие.  За селото в България вижте Обнова.  
Виная, (дума на пали, както и на санскрит в буквален превод образование, дисциплина) е регулаторната рамка на будистката монашеска общност, или сангха, основаваща се на каноничните текстове Виная Питака. Учението на Буда, или Будадхарма може да бъде разделено в две големи категории: „Дхарма“ или доктрина и „Виная“ или дисциплина. Друг термин за будизма е дхармавиная.
Наличните текстове на Виная, включват Виная на Тхеравада, Махасамгхика Виная, Махисасака Виная, Дхармагуптака Виная, Сарвастивада Виная, и Муласарвиставада Виная.

## Общ преглед
Сърцето на Виная е набор от правила, известни като Патимокха (Пали), или Пратимокша (санскрит). Виная е устно предавана от Буда на учениците си. В крайна сметка, в будизма възникнали множество различни винаи, основани според географските или културни различия и създалите се различни будистки школи. Три от тях са все още са в употреба. Винаите са еднакви по същество и имат само малки разлики.

## Текстове
Пратимокша е традиционна секция на Виная. Теравада Виная е запазена в Палийския канон в раздела Виная Питака. Виная Муласарвастивада се запазва както в Тибетския Будистки канон в Канджур в китайското си издание, така и в незавършен ръкопис на санскрит. Някои други пълни текстове Виная са запазени в Китайския будистки канон (виж: Тайшо Трипитака), а те включват:
- Махисасака Виная (T. 1421)
- Масамгхика Виная (T. 1425)
- Дхармагуптака Виная (T. 1428)
- Сарвастивада Виная (T. 1435)
- Муласарвастивада Виная (T. 1442)